# Backgräshoppa
Backgräshoppa (Chorthippus brunneus) är en art i insektsordningen hopprätvingar som tillhör familjen markgräshoppor.

## Kännetecken
Både hanen och honan har vanligen en brunaktig färg, mörkare på ovansidan av kroppen än på undersidan, men färgen kan variera kraftigt, med grå, gröna och vita toner. Bakkroppsspetsen är rödaktigt orange hos de vuxna djuren, klarare färgad hos hanarna. Ett annat kännetecken hos arten är att mellankroppens undersida är hårig. Honan har en kroppslängd på 17 till 25 millimeter, medan hanen är mindre, 13 till 18 millimeter.

## Utbredning
Backgräshoppan finns i Europa, i söder från norra Iberiska halvön till Balkan, i norr från Irland till norra Finland. Den asiatiska utbredningen är osäker, den tidigare uppfattningen om förekomster vid asiatiska Stilla havskusten har fått revideras. I Sverige finns arten allmänt i Götaland, Svealand och längs östra Norrland. Den är klassificerad som livskraftig ("LC") både av Artdatabanken i Sverige och Finlands artdatacenter.

## Ekologi
Backgräshoppans habitat är vanligen öppna, vegetationsfattiga områden som torra gräsmarker, bergssidor, skogsbryn och -gläntor samt människoskapade miljöer som ruderat, vägrenar, banvallar och sandtag. Dess främsta föda är olika gräs och halvgräs. Som andra hopprätvingar har den ofullständig förvandling och genomgår utvecklingsstadierna ägg, nymf och imago. Äggen läggs i jorden.

## Bilder

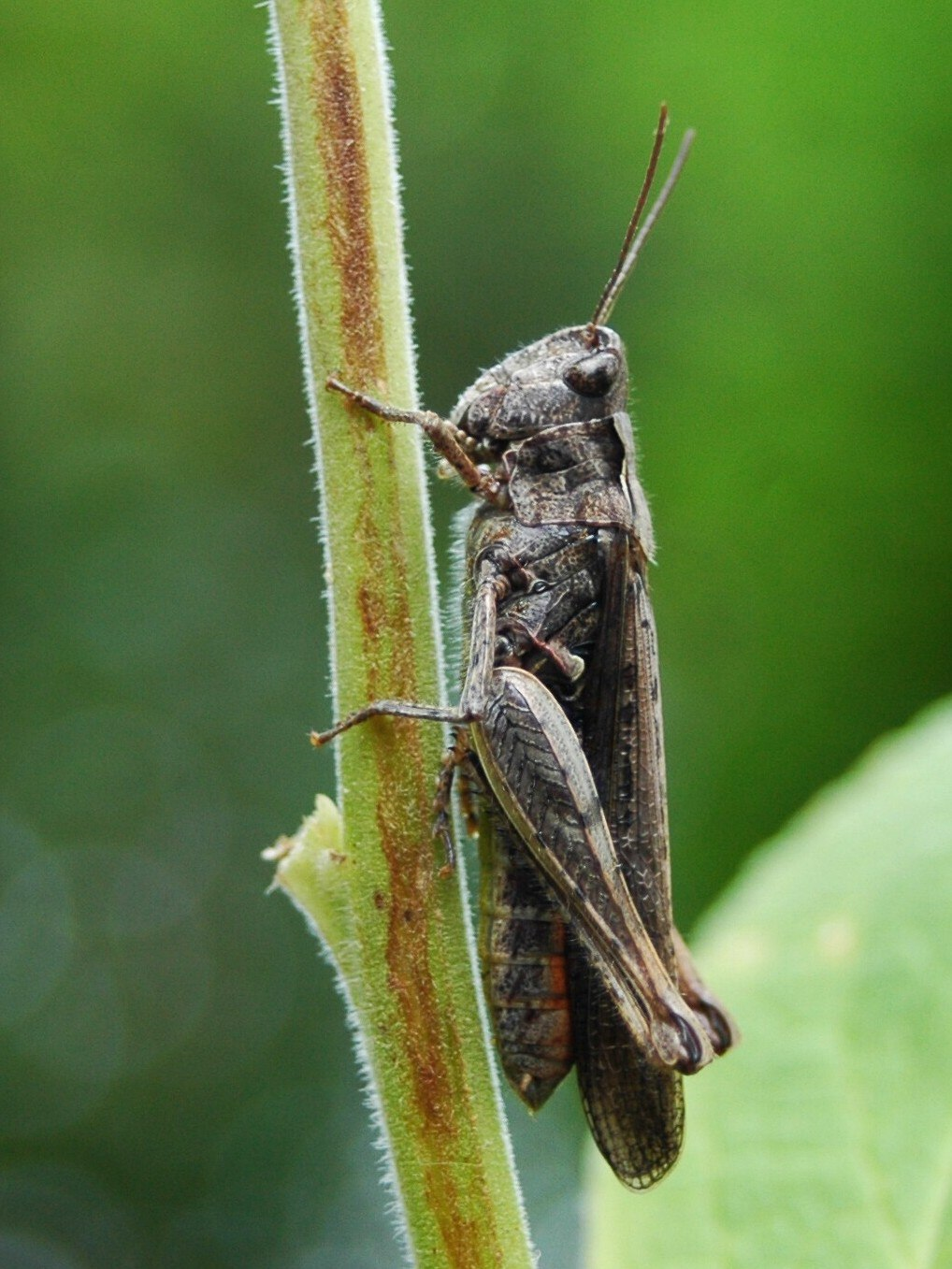
Hona, gråaktig färgform.
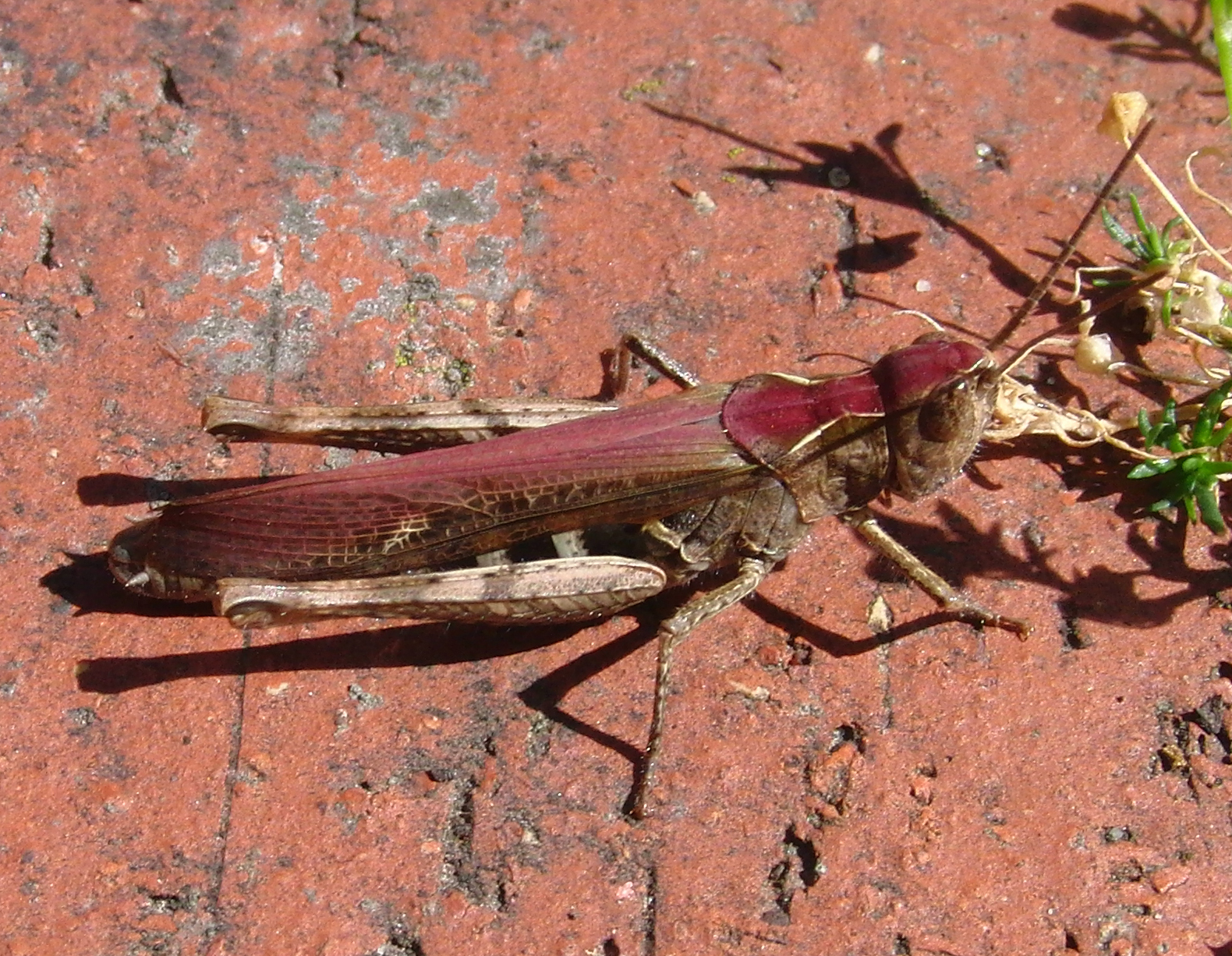
Hona, rödaktig färgform.
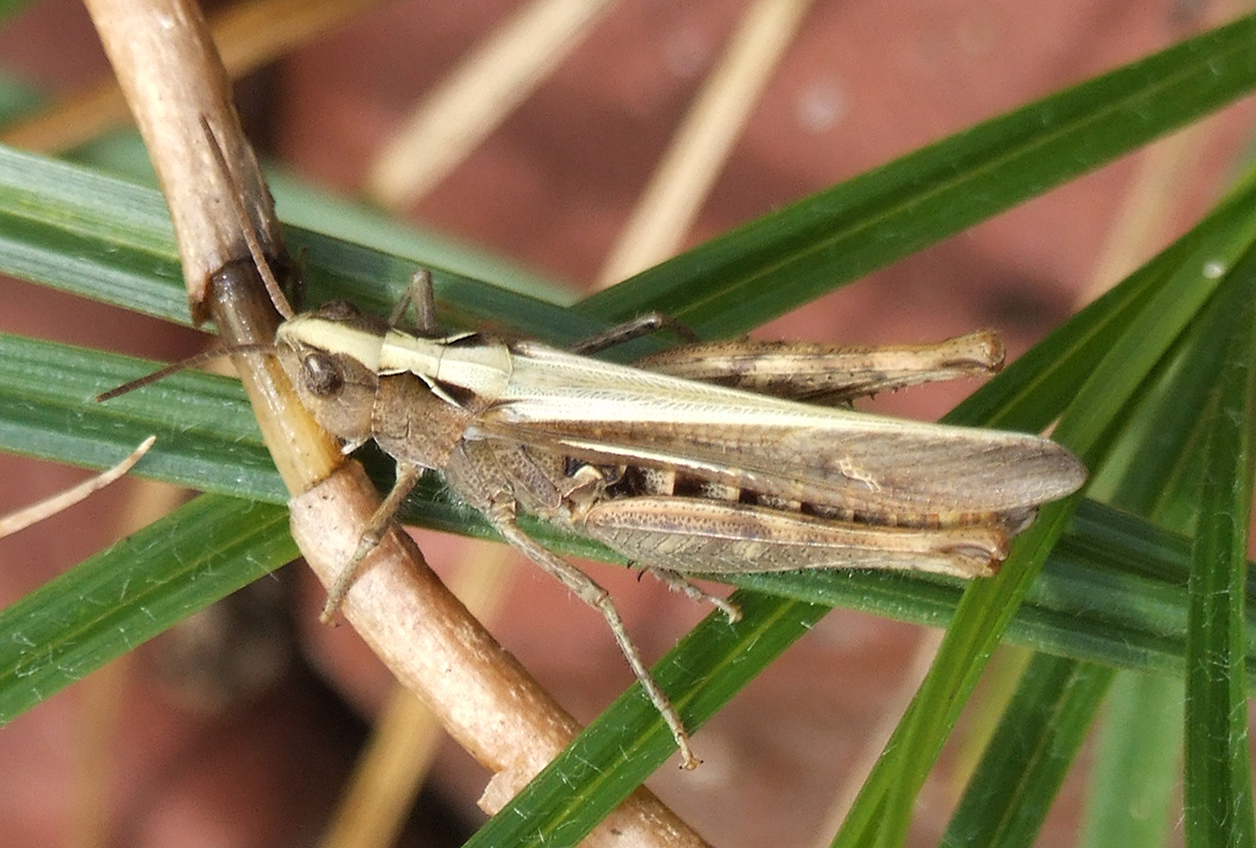
Hona, vitaktig färgform.